# Сара Канинг
Сара Канинг (на английски: Sara Canning) е канадска актриса, известна с участието си като Джена Съмърс в телевизионния сериал „Дневниците на вампира“ на The CW.

## Биография
Родена е на 14 юли 1987 г. в Гандер, Нюфаундленд и Лабрадор, дъщеря е на Уейн и Дафне Канинг, отгледана е в Шерууд Парк близо до Едмънтън, Албърта.
В детството си се занимава с фигурно пързаляне, а в началото на юношеските си години започва да се интересува от театър. Прави професионалния си актьорски дебют през 2005 г. в театъра в Едмънтън на 18-годишна възраст. Започва да изучава общи изкуства в Университета на Албърта и навлиза в журналистиката.
Започва да се снима в телевизионни сериали и филми, произведени във Ванкувър. Първата си роля получава през 2008 г. като Ники Хилтън в „Paparazzi Princess: The Paris Hilton Story“. През 2009 г. е гост звезда в „Смолвил“ и Kyle XY.
През 2009 г. Канинг влиза в екипа на новия сериал на The CW, „Дневниците на вампира“ в ролята на Джена Съмърс. Паралелно с това се снима в игралния филм „Black Field“.

## Личен живот
Канинг се премества в Атланта, Джорджия, за да участва „Дневниците на вампира“. Заявява пред списание „Parade“, че южната част на САЩ са имали „много по-различна култура, отколкото на западното крайбрежие на Канада“ и е станала за нея като „втори дом“. Сара живее в Атланта в продължение на 2 години и се връща във Ванкувър след приключване на снимките.

## Филмография
| Година      | Заглавие                                   | Роля             | Бележки                                       |
| ----------- | ------------------------------------------ | ---------------- | --------------------------------------------- |
| 2008        | Paparazzi Princess: The Paris Hilton Story | Ники Хилтън      | Филм                                          |
| 2008        | „Смолвил“                                  | Тес – асистент   | Сериал, Сезон 8 Епизоди Odyssey и Plastique   |
| 2008        | Slap Shot 3: The Junior League             | Хоуп             | Филм                                          |
| 2009        | Black Rain                                 | Дороти           | Филм                                          |
| 2009        | Taken In Broad Daylight                    | Ан Слути         | Филм                                          |
| 2009        | Kyle XY                                    | Redhead          | Сериал, Сезон 3 Епизод: In the Company of Men |
| 2009        | Come Dance at My Wedding                   | Андреа Меримън   | Филм                                          |
| 2009        | Black Field                                | Маги МакГрегър   | Филм                                          |
| 2009 – 2012 | Дневниците на вампира                      | Джена Съмърс     | Сериал, поддържаща роля                       |
| 2011        | The Hunt for the I-5 Killer                | Бет Уилямс       | Филм                                          |
| 2012        | „Свръхестествено“                          | Лидия            | Сериал, Сезон: 7 Епизод: The Slice Girls      |
| 2012        | Hannah's Law                               | Хана Беумонт     | Филм                                          |
| 2012 – 2013 | Primeval: New World                        | Дилан Уеър       | Сериал, Главна роля                           |
| 2013        | I Think I Do                               | Одри Раян        |                                               |
| 2013        | King & Maxwell                             | Клеър Кулпепър   | Сериал, 2 епизода                             |
| 2013        | The Right Kind of Wrong                    | Колет            |                                               |
| 2013        | Garage Sale Mystery                        | Хана             | Филм                                          |
| 2013        | Republic of Doyle                          | Джесика Дуаер    | Сериал, 2 епизода                             |
| 2014        | I Put a Hit on You                         | Харпър           |                                               |
| 2014        | Remedy                                     | Д-р Мелиса Конър | Сериал                                        |
| 2014        | Hell on Wheels                             | Шарлор Ройс      | Сериал                                        |